# Amsdorf
Amsdorf er en kommune i den sydøstlige del af landkreis Mansfeld-Südharz i den tyske delstat Sachsen-Anhalt. Kommunen hører under Verwaltungsgemeinschaft Seegebiet Mansfelder Land som har administrationsby i Röblingen am See.
Landsbyen ligger 15 km vest for Halle.